# Culiacán
Culiacán je hlavní město mexického státu Sinaloa. Počet jeho obyvatel se odhaduje k roku 2015 na 850 000, s předměstími až okolo milionu. Leží v semiaridní nížině, kde soutokem řek Humaya a Tamazula vzniká řeka Culiacán, 1240 km severozápadně od Ciudad de México a 80 km východně od pobřeží Kalifornského zálivu.
Od roku 628 zde existovala domorodá osada, pojmenovaná podle boha Coltzina, současné město založil roku 1531 conquistador Nuño de Guzmán. Na počest Antonia Rosalese, guvernéra Sinaloy a hrdiny bojů proti francouzským interventům, nese oficiální název Culiacán Rosales. Je známé také pod přezdívkou „perla na Humayi“.
Ekonomika Culiacánu stojí na zpracovatelském průmyslu: okolní kraj je proslulý pěstováním kukuřice, rajčat a papriky, rozvinutá je i živočišná výroba. Hlavní sídlo zde má obchodní řetězec Casa Ley. Město je také centrem vzdělání, sídlí zde Universidad Autónoma de Sinaloa, založená roku 1873. Město má botanickou a zoologickou zahradu a vědecké centrum, turistickými atrakcemi jsou bazilika, radnice a nedaleké lázně Imala. Nachází se zde mezinárodní letiště Culiacán. V Culiacánu sídlí fotbalový klub Dorados de Sinaloa. Kriminalita patří k nejvyšším v Mexiku, což souvisí s aktivitami sinalojského drogového kartelu.

## Rodáci
- Jared Borgetti, fotbalista
- Cesar Millan, cvičitel psů
- Perla Beltránová, modelka